# Уральская губерния
Уральская губерния — административно-территориальная единица Киргизской (с 1925 — Казакской) АССР, существовавшая в 1920—1928 годах. Центр — город Уральск.
Губерния образована 12 октября 1920 года из Уральской области. Первоначально делилась на уезды:
- Гурьевский уезд. Центр — город Гурьев
- Джамбейтинский уезд. Центр — город Джамбейта
- Илекский уезд. Центр — город Илек
- Калмыковский уезд. Центр — город Калмыков
- Уильский уезд. Центр — город Уил
- Уральский уезд. Центр — город Уральск.

19 ноября 1921 года Уильский уезд отошёл к Актюбинской губернии. 
23 июля 1923 года упразднён Калмыковский уезд.
6 июня 1925 года  Уральской губернии присоединена Букеевская губерния. На её территории образован Букеевский уезд с центром в городе Урда (непродолжительное время уезд назывался Наримановским, а город Урда — Наримановым).
В 1926 часть Илекского уезда отошла к Оренбургской губернии, а 5 марта 1927 года Илекский уезд был упразднён.
17 января 1927 года упразднён Джамбейтинский уезд.
17 января 1928 губерния была упразднена. Её территория распределена между Гурьевским и Уральским округами.
По данным переписи 1926 года в губернии проживало 638,0 тыс. чел. В том числе казахи — 73,3 %; русские — 20,0 %; украинцы — 4,0 %; татары — 1,9 %.